# Кокосові острови
Кокосові острови (англ. Territory of Cocos (Keeling) Islands; Cocos Islands — заморська територія Австралії, що займає однойменний архіпелаг в Індійському океані, на півшляху між Австралією і Шрі-Ланкою, що адміністративно є територією Австралійського союзу. Архіпелаг складається з двох атолів і 27 коралових островів.
Населення переважно малайського походження (кокосові малайці). Найбільше селище — Бантам (о. Хоум) — близько 500 осіб.

## Географія
Архіпелаг коралового походження. Складається з південної частини і окремо розташованого за 25 км на північ єдиного безлюдного острова Північний Кілінг. Найбільша висота над рівнем моря — 5 м. Загальна площа — 14 км².
Клімат вологий тропічний, сезон циклонів з жовтня по квітень.
Ресурси прісної води малі, дощова вода збирається в природних підземних резервуарах.
Площа Північного Кілінга — близько 1,1 км², лагуни — близько 0,5 км². Атол практично повністю закриває лагуну від океану.
Острови Південного Кілінга складають з 24 крихітних острівців, з яких постійно населені лише два острови — Вест та Хоум. Загальна площа — 13,1 км².
| №  | Назва українською | Назва малайською    | Назва англійською      | Площа (км²) |
| -- | ----------------- | ------------------- | ---------------------- | ----------- |
| 1  | Горсбург          | Pulau Luar          | Horsburgh Island       | 1.04        |
| 2  | Дірекшн           | Pulau Tikus         | Direction Island       | 0.34        |
| 3  | Воркгауз          | Pulau Pasir         | Workhouse Island       | <0.01       |
| 4  | Призон            | Pulau Beras         | Prison Island          | 0.02        |
| 5  | Вуплас            | Pulau Gangsa        | Woeplace Islets        | <0.01       |
| 6  | Хоум              | Pulau Selma         | Home Island            | 0.95        |
| 7  | Скаєвола          | Pulau Ampang Kechil | Scaevola Islet         | <0.01       |
| 8  | Кануй             | Pulau Ampang        | Canui Island           | 0.06        |
| 9  | Ампанг-Мінор      | Pulau Wa-idas       | Ampang Minor           | 0.02        |
| 10 | Голдвотер         | Pulau Blekok        | Goldwater Island       | 0.03        |
| 11 | Торн              | Pulau Kembang       | Thorn Island           | 0.04        |
| 12 | Гузбері           | Pulau Cheplok       | Gooseberry Island      | <0.01       |
| 13 | Мізері            | Pulau Pandan        | Misery Island          | 0.24        |
| 14 | Гоут              | Pulau Siput         | Goat Island            | 0.10        |
| 15 | Мідл-Мішн         | Pulau Jambatan      | Middle Mission Isle    | <0.01       |
| 16 | Південний Гоут    | Pulau Labu          | South Goat Island      | 0.04        |
| 17 | Південний         | Pulau Atas          | South Island           | 3.63        |
| 18 | Північний Гоут    | Pulau Kelapa Satu   | North Goat Island      | 0.02        |
| 19 | Східний Кей       | Pulau Blan          | East Cay               | 0.03        |
| 20 | Буріал            | Pulau Blan Madar    | Burial Island          | 0.03        |
| 21 | Західний Кей      | Pulau Maria         | West Cay               | 0.01        |
| 22 | Кілінгем-Горн     | Pulau Kambling      | Keelingham Horn Island | <0.01       |
| 23 | Західний          | Pulau Panjang       | West Island            | 6.23        |
| 24 | Тертл             | Pulau Wak Bangka    | Turtle Island          | 0.22        |
|    | Всього            |                     |                        | 13,1        |

## Населення
У 2010 році на островах проживало всього понад 600 жителів. На двох найбільших островах етнічний склад нерівномірний. Європейці та австралійці європейського походження мешкають головно на Західному острові (близько 100 осіб), на острові Гоум переважає етнічне малайське (кокосові малайці) населення (близько 500 осіб). Двома поширеними мовами на островах є кокоський діалект малайської та англійська мови. 80 % мешканців острова визнають себе мусульманами-сунітами.Останнім часом розвивається туризм. Для туристів випускаються сувенірні монети.